# Pentax K-x
Pentax K-x – amatorska lustrzanka cyfrowa o matrycy formatu APS-C, produkowana przez japońską firmę Pentax. Model ten został zaprezentowany 17 września 2009, jako następca modelu K-m. 
W stosunku do swojego poprzednika zachował on niemal identyczną obudowę, wizjer oparty na układzie luster oraz zasilanie bateriami typu AA. Do nowych elementów należy matryca CMOS, procesor obrazu oraz układ automatycznego ustawiania ostrości. Lustrzanka na rynku japońskim oferowana jest w 100 wersjach kolorystycznych, natomiast na pozostałych rynkach dostępne są jedynie wersje czarna, czerwona, niebieska i biała.

## Specyfikacja
Dane techniczne aparatu
| Matryca                  | 23,6 mm x 15,8 mm, CMOS |
| Całkowita liczba pikseli | 12,9 megapikseli |
| Efektywne piksele        | 12,4 megapikseli |
| Głębia kolorów           | 8 bit (JPEG) lub 12 bit (RAW) |
| Rozdzielczość zdjęć      | JPEG: [12M] 4288 × 2848 pikseli, [10M] 3936 × 2624 pikseli, [6M] 3072 × 2048 pikseli, [2M] 1728 × 1152 pikseli RAW: [12M] 4288 × 2848 pikseli |
| Format zapisu            | JPEG, RAW (PNG, DNG), RAW + JPEG |
| Filmowanie               | [0.9M] 1280 × 720, 16:9, 24 klatki/s, [0.3M] 640 × 416, 3:2, 24 klatki/s format: Motion JPEG (AVI) |
| Czułość                  | Auto Ręczna: 200-6400 (krok 1 EV lub 1/2 EV lub 1/3 EV, Wartości rozszerzane: 100, 12800 Ograniczone do 1600 podczas używania trybu bulb |
| Procesor obrazu          | PRIME II |
| Pamięć                   | SD, SDHC |
| Balans bieli             | Auto, dzień, cień, chmury, błysk, światło jarzeniowe (3 tryby), światło żarowe, ręczny |
| Wizjer                   | Układ luster matówka Natural-Bright-Matte II powiększenie 0,85x pole krycia 96% |
| Wyświetlacz LCD          | TFT, LCD, regulacja jasności, szeroki kąt podglądu (170 stopni) 2,7 cala 230.000 pikseli |
| Filtry cyfrowe           | Tryb robienia zdjęcia: aparat dziecinny, wysoki kontrast, zmiękczenie, błyski gwiazd, retro, ekstrakcja koloru, krosowanie, rybie oko, filtr niestandardowy Tryb odtwarzania: dodatkowo: ilustracja(kolory pastelowe, znak wodny), HDR, B&W, Sepia, kolor, wyszczuplenie, jasność, manualny                                                                                             |
| Autofokus                | TTL 11-punktowy AF (SAFOX VIII)z czego 9 krzyżowych AF-A, AF-S pojedynczy (z blokadą), AF-C ciągły, automatyczny wybór jednego z 11 punktów, automatyczny wybór jednego z 5 punktów, punkt centralny Detekcja kontrastu w trybie Live View Ostrzenie ręczne |
| Ekspozycja               | TTL 16-segmentowy Matrycowy, centralnie ważony, punktowy Kontrola ekspozycji w zakresie ±3 EV (w kroku co 1 EV, 1/2 EV lub 1/3 EV) |
| Stabilizacja obrazu      | System Shake Reduction |
| Migawka                  | Sterowana elektronicznie o przebiegu pionowym 1/6000 – 30 sek. oraz bulb (krok 1EV lub 1/2EV lub 1/3EV), żywotność co najmniej 100 000 cykli |
| Tryby pracy              | Zdjęcie poj., zdjęcia seryjne (Hi, Lo), samowyzwalacz (12 s, 2 s), pilot (0 s, 3 s), autobraketing ok. 4,7 kl./sek, 17 zdjęć (JPEG oraz seryjne (Hi)), 5 klatki (RAW) ok. 2 kl./sek, do zapeł. karty pamięci (JPEG oraz seryjne (Lo)) 11 klatki (RAW) |
| Lampa                    | Podnoszona, wbudowana lampa P-TTL Liczba przewodnia ok. 16 (ISO 200/m), odpowiednik 11 (ISO 100/m) |
| Synchronizacja           | Hot shoe, czas: 1/180 s, P-TTL, high-speed-sync, tryb bezprzewodowy |
| Zasilanie                | 4x AA Opcjonalny zasilacz, Żywotność zestawu baterii Litowych: 1900 (normalne użytkowanie), 1100 (50% z użyciem wbudowanej lampy błyskowej) Żywotność zestawu akumulatorów Ni-MH 1900mAh: 640 (normalne użytkowanie), 420 (50% z użyciem wbudowanej lampy błyskowej) Żywotność zestawu baterii Alkalicznych: 210 (normalne użytkowanie), 130 (50% z użyciem wbudowanej lampy błyskowej) |
| Złącza                   | USB2.0 (HI-SPEED)/Video, gniazdo zasilacza |
| Mocowanie                | PENTAX KAF2 |
| Obiektywy                | PENTAX KAF3-, KAF2-, KAF-, KA, K |